# Miguel Vicente

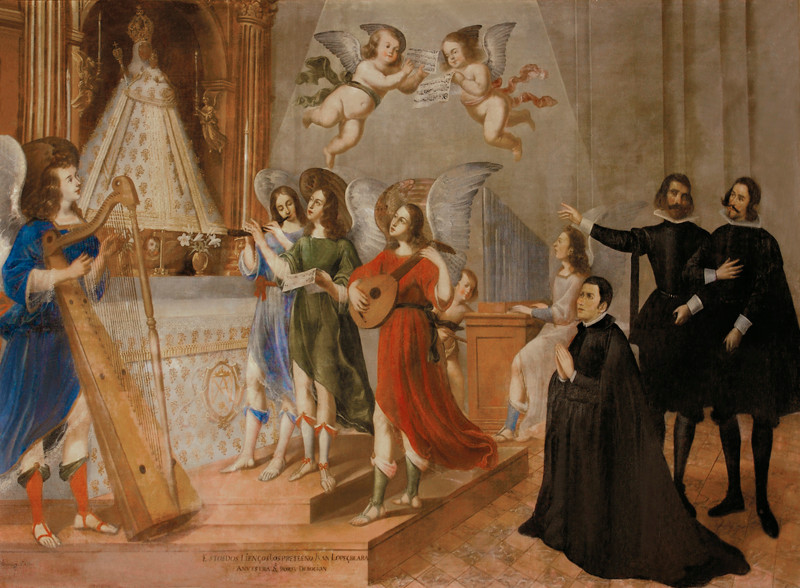
Los ángeles cantando la Salve a la Virgen de la Esperanza, firmado "Migl Bicente f. 1650", óleo sobre lienzo, 187 x 280 cm, Toledo, Iglesia de San Lucas.

Miguel Vicente (Elche, c. 1620-Toledo ?, después de 1657) fue un pintor barroco español activo en Toledo. 

## Biografía y obra
Natural de Elche, según el testimonio de su hijo, el también pintor Simón Vicente, se trasladó a Madrid en fecha ignorada. Casado con Margarita de Savariego, de origen aragonés, en Madrid nacieron los dos hijos mayores del matrimonio, Simón, hacia 1640, y Miguel Ángel, bautizado en 1646. Dos años después la familia se trasladó a Toledo y será aquí donde se documente su labor artística conocida, destinada a la catedral Primada, para la que pintó algunos escudos y copias del trono de la Virgen del Sagrario para enviarlas a Roma, la parroquia mozárabe de San Lucas y los conventos de monjas Benitas y Mercedarias Calzadas. Las últimas noticias con que se cuenta son de junio de 1657 cuando se le encomendó por cuenta del platero Virgilio Fanelli la tasación de la obra que este llevaba hecha en el trono de la Virgen del Sagrario.

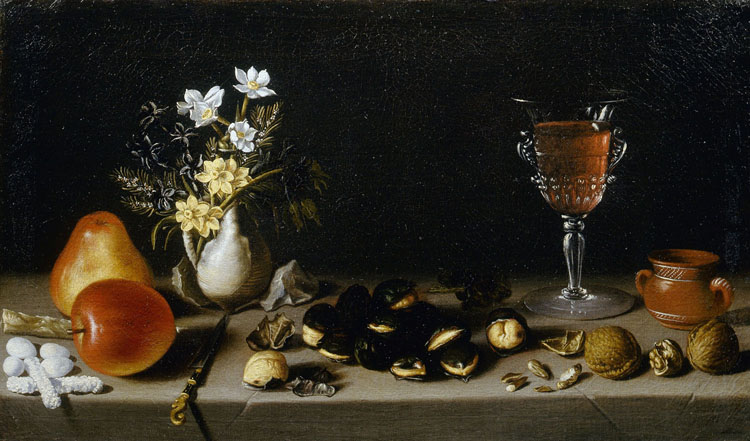
Bodegón con castañas, frutas, copa de vino y caracola con flores sobre mesa, óleo sobre lienzo, 26 x 47,5 cm, colección privada.

Pintor discreto y un tanto rezagado, se muestra desigual en su escasa obra conservada: las dos telas de la parroquia de San Lucas, las de mayor empeño y originalidad por lo inédito de sus asuntos –Los ángeles cantando la Salve ante la Virgen de la Esperanza y la Prueba de fuego ante la misma imagen-, resueltas con tendencia a la simetría y cierto envaramiento en las figuras, contrastan por su dibujo prieto y seco con el más naturalista San Antonio de Padua (1649, colección particular) y con los fondos paisajísticos de las pinturas del coro bajo del convento de Benitas, en los que se advierten todavía las influencias de Luis Tristán y de otros maestros toledanos menores como Diego de Aguilar. Muy distinto es el hermoso Bodegón con castañas, frutas, copa de vino y caracola con flores sobre una mesa, firmado «Migl Bicente f.», conservado en la colección Abelló de Madrid, resuelto con virtuosismo en el tratamiento de los brillos y con recuerdos de Juan van der Hamen y Juan de Espinosa en la composición.